# Julia Sakara
Julia Sakara (* 12. Juli 1969) ist eine ehemalige simbabwische Leichtathletin, die im Mittel- und Langstreckenlauf an den Start ging. Sie gewann eine Medaille bei Commonwealth Games und Afrikaspielen sowie zwei Medaillen bei den Afrikameisterschaften und zählt damit zu den erfolgreichsten Leichtathletinnen ihres Landes.

## Sportliche Laufbahn
Erste internationale Erfahrungen sammelte Julia Sakara bei den IAAF Women's World Road Championships 1989 in Rio de Janeiro, bei denen sie nach 1:01:47 h auf den 63. Platz über 15 km gelangte. Im Jahr darauf wurde sie bei den Straßenlauf-Weltmeisterschaften in Dublin nach 57:35 min 69. und bei den Crosslauf-Weltmeisterschaften 1993 in Amorebieta-Etxano wurde sie nach 22:01 min 108. im Einzelrennen. Im August schied sie bei den Weltmeisterschaften in Stuttgart mit 8:57,69 min in der Vorrunde im 3000-Meter-Lauf aus und verpasste über 10.000 Meter mit 33:20,16 min den Finaleinzug. Im Oktober erreichte sie bei den Halbmarathon-Weltmeisterschaften in Brüssel nach 1:12:28 h Rang 16. Bei den Crosslauf-Weltmeisterschaften 1994 in Budapest lief sie nach 21:58 min auf dem 64. Platz übers Ziel und bei den Commonwealth Games in Victoria schied sie mit 2:04,60 min in der ersten Runde im 800-Meter-Lauf aus und belegte in 4:18,11 min den achten Platz über 1500 Meter. Im Jahr darauf schied sie bei den Weltmeisterschaften in Göteborg mit 2:03,68 min im Vorlauf über 800 Meter aus und schied im 1500-Meter-Lauf mit 4:16,67 min im Halbfinale aus. Anschließend gewann sie bei den Afrikaspielen in Harare in 4:21,10 min die Silbermedaille über 1500 Meter hinter der Äthiopierin Kutre Dulecha. 1997 schied sie bei den Weltmeisterschaften in Athen mit 2:03,55 min in der ersten Runde über 800 Meter aus und im Jahr darauf gewann sie bei den Afrikameisterschaften in Dakar in 2:01,55 min die Bronzemedaille hinter Maria de Lurdes Mutola aus Mosambik und der Marokkanerin Hasna Benhassi. Zudem gewann sie dort über 1500 Meter in 4:13,64 min die Silbermedaille hinter der Kenianerin Jackline Maranga. Anschließend belegte sie bei den Commonwealth Games in Kuala Lumpur in 2:00,60 min den fünften Platz über 800 Meter und gewann in 4:07,82 min die Bronzemedaille hinter der Kenianerin Maranga und Kelly Holmes aus England. 1999 schied sie bei den Weltmeisterschaften in Sevilla mit 2:03,52 min und 4:19,65 min jeweils in der Vorrunde über 800 und 1500 Meter aus, ehe sie bei den Afrikaspielen in Johannesburg in 4:29,00 min den neunten Platz über 1500 Meter belegte. Im Jahr darauf nahm sie über 1500 Meter an den Olympischen Sommerspielen in Sydney teil und schied dort mit 4:21,94 min in der Vorrunde aus. 2003 beendete sie dann ihre aktive sportliche Karriere im Alter von 34 Jahren.

## Persönliche Bestleistungen
- 800 Meter: 2:00,49 min, 18. September 1998 in Kuala Lumpur (simbabwischer Rekord)
- 1000 Meter: 2:38,74 min, 2. Juli 1994 in Noisy-le-Grand (simbabwischer Rekord)
- 1500 Meter: 4:07,82 min, 21. September 1998 in Kuala Lumpur (simbabwischer Rekord)
- 3000 Meter: 8:57,69 min, 14. August 1993 in Stuttgart (simbabwischer Rekord)
- 10.000 Meter: 33:20,16 min, 19. August 1993 in Stuttgart
- Halbmarathon: 1:12:28 h, 3. Oktober 1993 in Brüssel